# Aleksander Tverski
Aleksander Mihajlovič (rusko  Александр Михайлович, Aleksandr Mihajlovič) je bil od leta 1326 do 1327 tverski knez in vladimirski veliki knez in od leta 1338 do svoje smrti leta 1339 tverski veliki knez, * 7. oktober 1301, † 28. oktober 1339. 
Njegovo vladavino je zaznamoval neuspešen upor proti Tatarom, zaradi katerega je izgubil položaj velikega kneza. Po obdobju izgnanstva je bil ponovno imenovan za kneza in vladal, dokler ga niso Mongoli v Saraju usmrtili skupaj z njegovim sinom Fjodorjem. Njegova smrt je pomenila konec 35-letnega boja z moskovskimi velikimi knezi. 

## Zgodnje življenje
Rojen je bil leta 1301 kot drugi sin Mihaila Tverskega in njegove žene Ane Kašinske. 
Prvič je bil omenjen leta 1319, ko je s tverskimi bojarji odšel v mesto Vladimir, da bi obiskal takratnega velikega kneza Jurija Daniloviča. Aleksander naj bi na obisku sklenil mir z Jurijem in prevzel truplo svojega očeta, ki so ga Mongoli usmrtili leta 1318. Sporazum je bil sklenjen 29. junija 1319 in Aleksandru ter njegovemu bratu je bilo dovoljeno, da se vrneta v Tver z očetovim truplom.
Leta 1322 je pomagal svojemu bratu Dmitriju pridobiti jarlik (patent) za prestol velikega kneza. Ko Jurij mongolskemu kanu ni izplačal vsega davka, pobranega v Tveru, se je Aleksander pritožil Uzbeg kanu. Tverski letopisi o tem pišejo:
"Tisto zimo (1321) je knez Jurij po sporazumu z Aleksandrom Mihajlovičem od Tverja prevzel pobrani davek, vendar ni odšel na srečanje s kanovim odposlancem,  da bi mu ga izročil. Namesto tega je z denarjem odšel v Novgorod".
Jurij se je po Uzbekovem povabilu odpravil v Hordo. Na poti ga je Aleksander napadel, mu odvzel imetje in ga prisilil, da je pobegnil v Pskov.
Štiri leta pozneje je Aleksander nasledil svojega brata Dmitrija, ki je bil usmrčen na Uzbegov ukaz, potem ko se je Dmitrij maščeval za očetovo smrt z Jurijevim umorom. Uzbeg kan je Aleksandra imenoval za velikega kneza.

## Vladanje

### Upor v Tveru
Leta 1327 je iz Horde v Tver prispel tatarski uradnik in Uzbegov bratranec darugači Ševkal z velikim spremstvom. Naselili so se v Aleksandrovi palači in po poročilih kronik začeli terorizirati mesto, naključno ropati in ubijati. Razširile so se govorice, da je Ševkal nameraval ubiti kneza, zasesti prestol in v mestu uvesti islam. Ko so Tatari 15. avgusta 1327 poskušali vzeti konja diakonu Djudku, je Djudko začel vpiti na pomoč. Množica besnih meščanov se je pognala na Tatare in jih vse pobila. Ševkala in njegove preostale spremljevalce so žive sežgali v eni od hiš, kjer so se poskušali skriti.
Pokol je neizogibno privedel do tatarskih povračilnih ukrepov, čeprav je bil incident morda provokacija Tatarov, da bi uničili Aleksandra in tverske kneze. Uzbeg je poslal kazensko enoto pod poveljstvom Jurijevega brata Ivana I. Moskovskega, da bi izropala mesto. Ivan je dobil 50.000 tatarskih vojakov, pridružil pa se mu je Aleksander Suzdalski. Potem ko Aleksander v Novgorodu ni dobil azila, je pobegnil v Pskov. Uzbeg je Ivana I. za vodenje kazenske ekspedicije nagradil z nazivom velikega kneza in Tversko kneževino razdelil medenj in Aleksandra Suzdalskega. Novgorod in Kostroma sta pripadla Ivanu, Vladimir in ozemlje ob Volgi pa Aleksandru Suzdalskemu.

### Izgnanstvo
Pskov Aleksandru ni podelil le zatočišča, temveč ga je tudi imenoval za svojega kneza. Pskov je z njim sklenil sporazum, v katerem je prisegel, da ga ne bo izročil ruskim knezom. Pozneje ga je skupna moskovsko-novgorodska delegacija pozvala, naj odide v Hordo, in mu hkrati zagrozila, da bi njegova zavrnitev privedla do uničenja Pskova s strani Horde. Aleksander se je sprva strinjal, da bo šel v Hordo in se žrtvoval "za vse krščansko ljudstvo", vendar so ga Pskovčani prepričali, naj ostane. Motiv za bahavo šopirjenje Pskova bi lahko bila zagotovila za podporo Litve.
Ivan I. je svoje čete premaknil v mesto Opočka, ki leži približno 160 km od Pskova, in se  odločil, da ne bo neposredno napadel mesta. Namesto tega je metropolit Ruske pravoslavne cerkve Teognost na Ivanovo zahtevo izobčil Aleksandra in Pskov. Aleksander naj bi na to odgovoril: "O, moji bratje in prijatelji, naj vas zaradi mene ne doleti to prekletstvo in izobčenje. Zapustil bom vaše mesto in vaša prisega meni in moja prisega vam ne bosta več veljavni".  Ko je prejel zagotovilo Pskova, da bo za njegovo ženo poskrbljeno, je zapustil Pskov in se odpravil v Litvo.

### Vrnitev v Tver
Aleksander se je leta 1331 ali 1332 vrnil iz Litve v Pskov s končnim ciljem, da ponovno pridobi svojo kneževino. Leta 1334 ali v začetku leta 1335 je v Hordo poslal svojega sina Fjodorja, ki se je leta 1335 vrnil v Tver s tatarskim odposlancem. Aleksander je pozimi leta 1336 obiskal Tver, morda zato, da bi sklenil mir s svojim bratom Konstantinom ali ugotovil razpoloženje prebivalstva. 
Potem ko ga je Ivan I. prepričal, da je potovanje v Hordo varno, se je začel pripravljati na potovanje tja, da bi se dogovoril o svojem ponovnem imenovanju za kneza. Navezal je stike s metropolitom Teognostom in poslal k njemu svoje bojarje, "da bi ga blagoslovil in molil zanj". Po pisanju kronik je bolj verjetno iskal podporo Ruske pravoslavne cerkve. Čeprav ga je novgorodski nadškof med obiskom Pskova posvaril, naj ne odhaja v Saraj, Aleksander ni upošteval njegovega nasveta. Po pisanju Novgorodske kronike naj bi nadškof zatem  preklel Pskov in odšel.
V Saraju je Aleksander dobil popolno pomilostitev in dovoljenje za vrnitev v Tver. Nekateri zgodovinarji so Aleksandrovo ponovno imenovanje imeli za poskus Horde, da bi se Tver ponovno obrnil proti Moskvi. Stanje naj bi bilo zelo podobno tistemu iz leta 1326, ko je bilo Aleksandru dovoljeno vrniti se v Tver, da bi ga diskreditirali v očeh Tvercev in pravzaprav tudi vseh drugih Rusov, ki so bili priča njegovi stiski.  Takojšnja Aleksandrova usmrtitev ni prišla v poštev, ker bi zagotovo razjezila Novgorod, Pskov in Litvo. Jeseni 1338 se je Aleksander vrnil v Tver in poklical svojo ženo in otroke, naj se vrnejo iz Pskova.

### Usmrtitev
Leta 1339 je Aleksander poslal svojega sina Fjodorja kot odposlanca v Saraj. Hkrati z njim je h kanu odšel tudi Ivan I. Uzbeg je zatem v Tver poslal svojega veleposlanika, da bi preveril obtožbe proti knezu, in mu hkrati sporočil, naj odide v Hordo, od koder bo lahko z Uzbegovim dovoljenjem odpeljal svojega sina. Aleksander je v Hordo prišel konec septembra in bil 28. oktobra 1339 skupaj s sinom na Uzbegov ukaz usmrčen.
Aleksandra usmrtitev je pomenila konec 35-letnega boja med Moskvo in Tverom za prevlado ter začetek drobitve Tvera na manjša okrožja (udeli). Uzbegu ni uspelo vrniti Pskova v orbito velikega kneza Vladimirja, je pa  s političnega prizorišča odstranil najmočnejšega zaveznika Gediminovičev v severovzhodni Rusiji.

## Družina
Aleksander je bil poročen z Anastazijo Galicijsko, hčerko Jurija I. Galicijskega. Zakonca sta imela osem otrok:
- Fjodorja (usmrčen leta 1339)[28]
- Leva (rojen 1321, umrl neznano kdaj)
- Mihaila (1333–1399), kneza Mikulina, poročenega z Evdokijo Suzdalsko[28]
- Vsevoloda (umrl 1364), kneza Holma, poročenega s Sofijo Rjazansko[28]
- Andreja (umrl 1364)[28]
- Vladimirja (umrl 1364)[28]
- Marijo (umrla 1399), poročeno s Simeonom Moskovskim[28]
- Uliano (ok. 1325 – 1392), poročeno z Algirdasom Litovskim[28]

## Vira
- Crummey, Robert O. (6. junij 2014). The Formation of Muscovy 1300–1613 (v angleščini). Routledge. ISBN 978-1-317-87200-9.
- Fennell, John (15. november 2023). The Emergence of Moscow, 1304–1359 (v angleščini). Univ of California Press. ISBN 978-0-520-34759-5.

| Vladarski nazivi               | Vladarski nazivi                 | Vladarski nazivi              |
| ------------------------------ | -------------------------------- | ----------------------------- |
| Predhodnik: Dmitrij Tverski    | Veliki knez Vladimirja 1326–1327 | Naslednik: Ivan I. Moskovski  |
| Predhodnik: Dmitrij Tverski    | Knez Tvera 1326–1327             | Naslednik: Konstantin Tverski |
| Predhodnik: Konstantin Tverski | Knez Tvera 1338–1339             | Naslednik: Konstantin Tverski |